# ベリーズ国防軍
ベリーズ国防軍（ベリーズこくぼうぐん、Belize Defence Force、BDF）は、ベリーズの軍事組織、ベリーズの主権保護を主たる任務とする。
国家安全保障省の下で国防軍は地上部隊や航空団の他に並列する組織に、沿岸警備隊、出入国管理局、国立科学捜査局がある。国防軍司令官は准将が就いている。
2023年時点での国防予算は2820万USドル、人員数は現役が陸軍約1,500人と沿岸警備隊550人、予備役が700人である。

## 歴史
ベリーズの軍事組織の始まりは1817年に創設された義勇兵組織であるプリンス・リージェント・ロイヤル・ホンジュラス民兵にまで遡る。その後、この民兵組織は国防義勇軍ベリーズ義勇兵部隊となる。
1977年に義勇兵部隊と警察特別隊は発展的解散がなされ、1978年に国防軍が創設される。1981年の独立以降、隣国グアテマラとの間で領土紛争が続いたため、創設当初から国土防衛の任に就いた。1975年と1977年には、グアテマラによる侵攻が予想されたため、イギリス軍による増援がなされた。
グアテマラによるベリーズ独立承認の後、1994年に駐留イギリス軍の大部分が撤退した。これに伴い残留したイギリス軍部隊は、ベリーズ訓練支援隊（British Army Training and Support Unit Belize、BATSUB）と陸軍航空隊第25飛行小隊（25 Flight Army Air Corps）のみとなる。
2005年11月に国防軍海洋団（Maritime Wing）は沿岸警備隊に統合された。

## 組織
- 地上部隊 
  - 第1大隊
  - 第2大隊
- 航空団（Air Wing） 
  - 人員輸送
  - 貨物輸送
  - 捜索救難（救急ヘリコプター）
  - 航空偵察
  - 排他的経済水域の巡視
  - 落下傘整備
  - 軽地上攻撃
  - 国旗展示活動（Showing of the Belizean Flag）
  - 航空団軍事教練団（Air Wing Cadet Corps）
- 義勇兵部隊（Volunteer Guard） 
  - 義勇兵大隊

この他に、準軍事組織として国家警察がある。

## 主要基地・施設
- パインリッジ山演習場
- オレンジ・ウォーク
- プライス兵営
- フェアウェザー駐屯地
- ベリザリオ駐屯地
- コロザル訓練センター
- ダングリガ訓練センター
- フィリップス・S・W・ゴールドソン国際空港

## 装備

### 陸戦兵器
- 81mm迫撃砲 × 6門[1]
- カールグスタフ無反動砲[1]

### 艦艇
2011年6月現在。『Jane's Fighting Ships 2011-2012』より。
過去に保有していた艦艇については「ベリーズ海軍艦艇一覧」を参照。
- Halmatic 22フィート型RIB × 2隻
- Pelikan 35フィート型 × 2隻
- 32フィート型スキッフ × 6隻
- 36フィート型スキッフ × 1隻
- Stinger型 × 2
- 11メートル型ボストン・ホイーラー × 2隻

### 航空機
- BN-2B軽輸送機 × 1機（稼働状態は疑問）[1]
- セスナ 182軽輸送機 × 1機（稼働状態は疑問）[1]
- セスナ 208B グランドキャラバンEX軽輸送機 × 1機[1]
- スリングスビー T67M-200 ファイアフライ練習機 × 1機[1]
- UH-1Hヘリコプター × 1機[1]
- ベル407ヘリコプター × 1機[1]

## その他
駐留外国軍
イギリス軍が12人駐留している。